# Jessica McClure
Jessica McClure Morales (nacida el 26 de marzo de 1986) obtuvo notoriedad a la edad de 18 meses después de caer en un pozo en el patio trasero de la calle Dr Tanner número 3309 en Midland (Texas), el 14 de octubre de 1987. Entre ese día y el 16 de octubre, los equipos de rescate trabajaron durante 58 horas para liberar a "Baby Jessica" del pozo, que se encontraba a 22 pies (6,7 m) de profundidad. La historia atrajo la atención mundial (generando críticas sobre el circo mediático originado), en 1989 fue objeto de un telefilme  de la cadena ABC. Como se expuso en la película, una parte determinante del rescate se basó en la perforación de un pozo paralelo y en el uso de la  nueva tecnología, en su momento, denominada corte con chorro de agua.

## Impacto mediático
La CNN, que entonces era una cadena de noticias por cable pequeña, estuvo en el lugar de los hechos con una cobertura de 24 horas narrando los esfuerzos de los equipos de rescate y eso fue determinante para que la cadena empezase a hacerse con un nicho en el mercado mundial de medios de comunicación.[cita requerida] Esta saturación informativa se manifestó hasta en las declaraciones del entonces presidente de Estados Unidos Ronald Reagan que llegó a decir que "Todos en Estados Unidos se convirtieron en padrinos y madrinas de Jessica mientras se estaba produciendo su rescate." 
Ron Short, un contratista de tejados que nació sin clavículas debido a una disostosis cleidocraneal y podía comprimir extraordinariamente sus hombros para trabajar en pequeñas esquinas, llegó al lugar de los hechos y se ofreció en bajar al pozo, si bien se aceptó su oferta, no fue necesario que lo hiciese.
La fotografía de su rescate obtuvo el Premio Pulitzer en 1988 en la categoría de fotografías de actualidad, realizada por Scott Shaw para el diario Odessa American.
El doctor Lance Lunsford escribió el libro The Rainbow's Shadow: True Stories of Baby Jessica's Rescue & the Tragedies That Followed ("La sombra del arcoiris: historias reales sobre el rescate de "baby Jessica" y las tragedias subsiguientes), el cual se publicó en  2006.
En 1990, el director de cine Bharathan realizó una película en la India en idioma malayo titulada Malootty sobre el rescate de Jessica McClure, protagonizada por Shamili, Jayaram y Urvashi.
El 30 de mayo de 2007, el periódico USA Today posicionó en el lugar 22 el incidente McClure en su lista de "25 vidas que causaron un impacto inolvidable."
Un episodio de Los Simpsons, "Radio Bart," parodiaba la atención mediática que suscitó el caso McClure.
La imagen de McClure siendo rescatada aparece en el video musical de Michael Jackson "Man in the Mirror" y en la película V de Vendetta.[cita requerida]

## Después del incidente
Después del rescate acaecido el 16 de octubre de 1987, los cirujanos tuvieron que extirpar un dedo del pie debido a la gangrena por la pérdida de circulación producida mientras estaba en el pozo. También se le hizo una marcada cicatriz en la frente debido a que fue ahí donde frotó la cabeza contra el revestimiento del pozo. La niña tuvo 15 operaciones a lo largo de los años, y no tiene recuerdos directos del hecho.

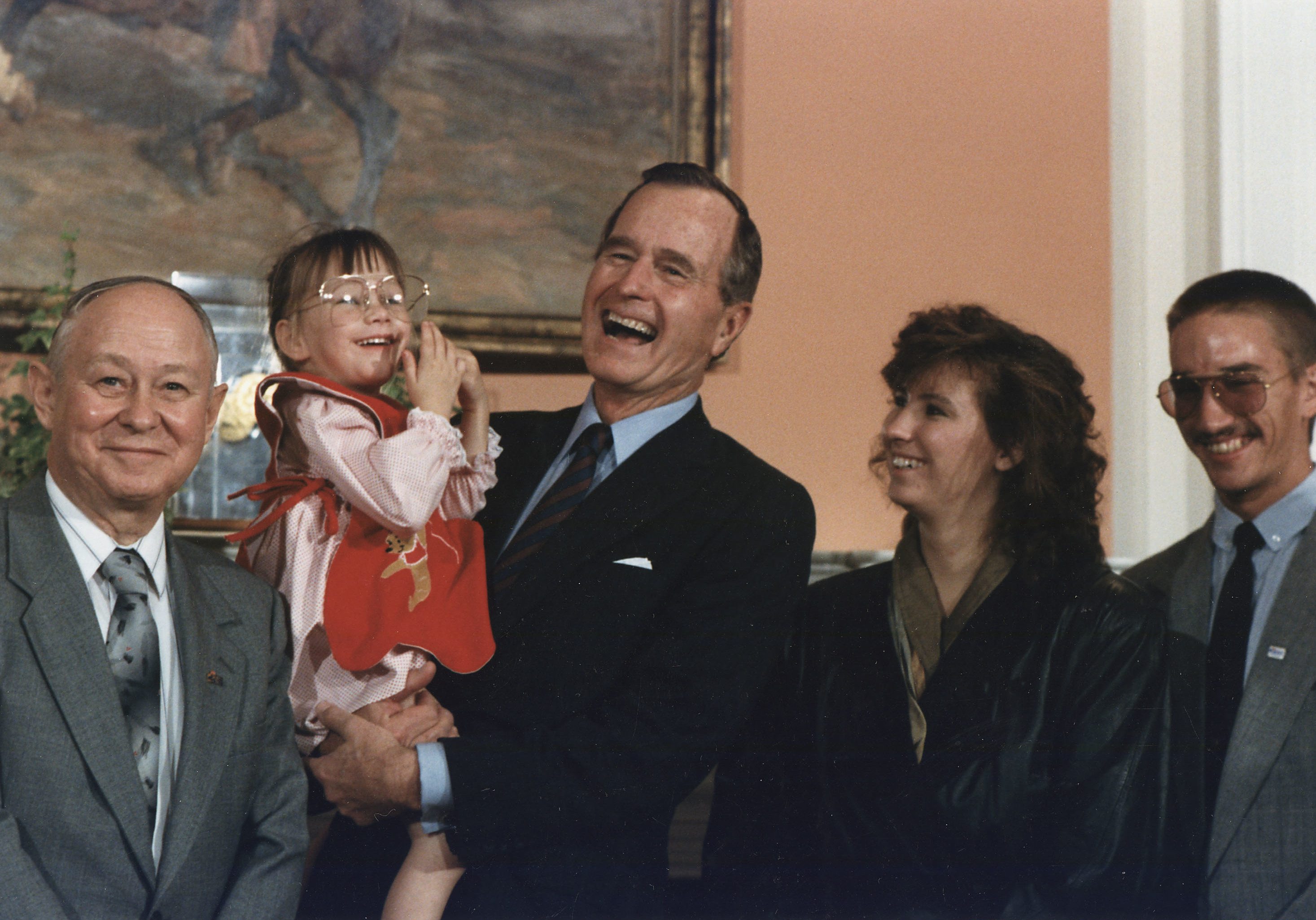
Jessica McClure con el presidente George H. W. Bush

El 28 de enero de 2006, McClure se casó con Daniel Morales en la Iglesia de Cristo en una pequeña comunidad cerca de Midland. La pareja se conoció en una guardería donde trabajaba ella con la hermana de Morales. La pareja tiene un hijo llamado Simon y una hija llamada Cheyenne.
El 26 de marzo de 2011, cuando cumplió 25 años, recibió un fondo fiduciario proveniente de donaciones por valor de 800.000 dólares. Su padre indicó que se estudiaba la creación de un fideicomiso para la educación universitaria de sus dos nietos. Este fideicomiso ya había servido para ayudar a la adquisición de la vivienda familiar, la cual se encuentra a menos de 3 kilómetros del lugar del accidente acaecido en 1987.
El rescate de McClure se atribuye principalmente al sanitario Robert O'Donnell y al oficial de policía William Andrew Glasscock Jr.[cita requerida]
Robert O'Donnell se suicidó el 24 de abril de 1995, pocos días después del atentado de Oklahoma City y después de casi 8 años desde que llevó a cabo el rescate de Jessica McClure del pozo.